# Sibusiso Moyo
Sibusiso Busi Moyo (Mberengwa, 1960-Harare, 20 de enero de 2021) fue un militar y político zimbabuense, conocido por haber sido quien anunció la destitución de Robert Mugabe en televisión nacional durante el golpe de Estado en Zimbabue de 2017.
Posteriormente se desempeñó como Ministro de Comercio Internacional y como Ministro de Relaciones Exteriores durante la presidencia de Emmerson Mnangagwa, sirviendo en este último cargo desde noviembre de 2017 hasta su muerte en enero de 2021.

## Primeros años de vida
Moyo nació en el Hospital Mnese Mision, en Mberengwa en 1960, siendo el tercero de ocho hijos. Mientras estudiaba en la escuela secundaria de Manama, se unió al ZIPRA y empezó a combatir en la guerra civil de Rodesia. Obtuvo una maestría en Relaciones Internacionales y un doctorado en Relaciones Internacionales en la Universidad de Zimbabue, así como una Maestría en Administración de Empresas en la Universidad Abierta de Zimbabue.

## Carrera
Moyo se desempeñó como Mayor General del Ejército Nacional de Zimbabue, antes de ser ascendido a Teniente General al jubilarse en diciembre de 2017. Fue ascendido de Brigadier General a Mayor general por el entonces presidente Robert Mugabe en enero de 2016.
Moyo dio una declaración a la emisora estatal Zimbabwe Broadcasting Corporation el 15 de noviembre de 2017, un día después de arresto domiciliario de Mugabe. Negó que se hubiera producido un golpe de Estado, afirmando que "el presidente y su familia están sanos y salvos y su seguridad está garantizada" y que los militares solo tenían como objetivos a los criminales alrededor [de Mugabe] que están cometiendo delitos y provocando el sufrimiento social y económico del país”. Moyo continuó afirmando que "tan pronto como hayamos cumplido nuestra misión, esperamos que todo regrese a la normalidad". Tres días después, Moyo agradeció a todos los zimbabuenses que marcharon en solidaridad para expulsar a Mugabe del poder. El papel que desempeñó en el ejército anunciando la intervención de este para destituir a Mugabe, junto con su apariencia juvenil, le valió el sobrenombre del "General Bae".
Moyo fue nombrado como Ministro de Relaciones Exteriores y Comercio Internacional el 30 de noviembre de 2017 por Emmerson Mnangagwa, quien reemplazó a Mugabe como presidente. Era uno de los tres ministros del gabinete de Mnangagwa que no era miembro del parlamento (los otros dos eran Perrance Shiri y Kirsty Coventry). Debido a su papel público a la hora de derrocar a Mugabe, la prensa especuló que Mnangagwa lo había elegido como sucesor. Moyo estuvo presente en la Reunión de jefes de Gobierno de la Commonwealth de 2018 en Londres. Como Ministro se esforzó por mejorar la maltrecha imagen del país a nivel internacional.

## Vida personal
Moyo estaba casado con Loice Matanda, una jueza que se desempeña como presidenta de la ZACC. Juntos tuvieron dos hijos.
Moyo murió el 20 de enero de 2021 en un hospital de Harare. Tenía 60 años cuando contrajo COVID-19 durante la pandemia de COVID-19 en Zimbabue en el tiempo previo a su muerte. Fue enterrado en el Acre de los Héroes Nacionales.